# Басанець Валерій Лукич
Валерій Лукич Басане́ць (нар. 11 січня 1941, Броди) — український художник і скульптор; член Спілки радянських художників України з 1970 року. Один з активних учасників нонконформістського руху Одеси — андеграунду, постійний експонент «квартирних» виставок; один із засновників Національної асоціації митців у 1993 році. Чоловік мистецтвознавця Тетяни Басанець.

## Біографія
Народився 11 січня 1941 року в місті Бродах Львівської області (нині Україна). 1963 року закінчив Одеське художнє училище, був учнем Євгена Желтякова.
У 1960-х роках увійшов до групи молодих художників неформального напрямку. 1993 року став одним із фундаторів групи «Човен», 1998 року був одним із засновників творчого об'єднання «Мамай». Мешкав у Одесі в будинку на провулку Шевченка, № 10/4, квартира № 58 та у будинку на вулиці Спирідонівській, № 27.

## Творчість
Працює у галузях живопису, графіки, скульптури. Серед робіт:
- «Атракціон» (1966);
- «Оперний театр» (1966);
- «Карусель» (1966);
- «Кіно» (1966);
- «Весна в місті» (1969);
- «Окраїна» (1969);
- «Ті, що йдуть назустріч» (1975);
- «Екзистенційний погляд» (1975);
- «Дівчина з намистом» (1975);
- «Будинок на березі моря» (1980);
- «Портрет» (1983);
- «Спокуса» (1985);
- «Сон» (1985);
- «Парк» (1989);
- «Передчуття» (1989);
- «Без назви» (1990);
- «Біля скелі» (1991);
- «Молодий дух» (1991);
- «Модель» (1992);
- «Сумнів» (1993);
- «Аромат» (1993);
- «Три грації» (1996);
- «Бесіда» (1997);
- «Будинок мистецтв» (1997);
- «Гра» (2000);
- «Манекени» (2001).

Творчий метод митця базується на створенні форми завдяки тонким тоновим нюансуванням силуетного зображення та ідеї метафізичного визначення образів.
Від 1966 року бере участь у художніх виставках. 1980 та 1999 року персональні виставки відбулися в Одесі.
Роботи зберігаються в Одеському, Хмельницькому художніх музеях, Одеському літературному музеї, Музеї сучасного мистецтва Одеського центру культури Києво-Могилянської академії.

## Відзнаки
- Гран-прі Міжнародного бієнале «Імпреза» (1989, Івано-Франківськ);
- Лауреат Бієнале українського образотворчого мистецтва «Львів-91. Відродження» (1991).
- Заслужений художник України (2009; за вагомий особистий внесок у розвиток культурно-мистецької спадщини України, високу професійну майстерність та активну участь у проведенні Фестивалю мистецтв України)[4];
- Довічний державний стипендіант (з 2012 року; як видатний діяч культури і мистецтва, що досяг сімдесятирічного віку)[5].